# Maria Faust

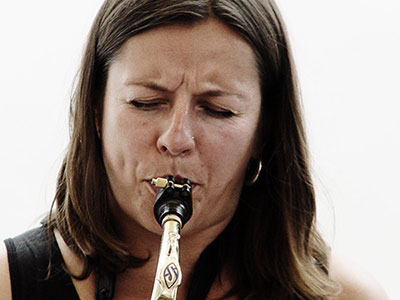
Maria Faust (2015)

Maria Faust (* 18. April 1979 in Kuressaare) ist eine estnische Jazz-Saxophonistin, Komponistin und Bandleaderin.

## Leben und Wirken
Faust, die auf einer kleinen Insel aufwuchs, absolvierte von 1997 bis 2001 eine klassische Ausbildung an der Musikakademie in Tallinn. 2002 setzte sie ihre Studien im dänischen Esbjerg fort, die sie 2008 mit dem Master in Jazzsaxophon Performance abschloss. Von 2013 bis 2016 studiert sie Komposition am Rytmisk Musikkonservatorium in Kopenhagen.
Faust wurde mit dem estnischen Uno-Naissoo-Preis für junge Musiker ausgezeichnet. Ihr Album Maria Faust Jazz Catastrophe wurde 2013 in der Kategorie Komponist des Jahres der Danish Music Awards nominiert. Faust arbeitet mit eigenen Bandprojekten, neben der Bigband Jazz Catastrophe und der Maria Faust Group (u. a. mit Morten Pedersen) etwa mit dem elektroakustischen Ensemble Pistol Nr. 9. 
2019 präsentierte Faust ihr Ensemble Machina in ungewöhnlicher Besetzung (mit zwei Saxophonen, neben ihr Ned Ferm, am Cello Ida Nørholm sowie den beiden Kontrabassisten Nils Davidsen und Adam Pultz Melbye) in München beim BMW Welt Jazz Award. 2014 erschien das erste Album von Maria Fausts Bläser-Sextett Sacrum Facere, das gemeinsam mit der Sängerin Kristi Mühling und Pianist Emanuele Maniscalco estnische Folklore und traditionellen Runo-Gesang der ostseefinnischen Völker mit Elementen aus Jazz und Klassik verwob und mit zwei Danish Music Awards ausgezeichnet wurde. Auf Organ, dem zweiten Album des Projekts Sacrum Facere, sind die Orgel und der Raum der St.-Nikolaus-Kirche in Tallinn der Ausgangspunkt; bordunartig nehmen die Bläser den Klang der von Maniscalco gespielten Kirchenorgel auf. Daneben arbeitete sie mit Axel Dörner, Nina de Heney, Liudas Mockūnas, Tristan Honsinger, Lars Andreas Haug und Qarin Wikström. Faust lebt in Kopenhagen und ist mit Ned Ferm verheiratet.

## Diskographische Hinweise
- Bitchslap Boogie (Barefoot, 2008)
- Warrior House (Barefoot, 2010)
- Pistol Nr. 9: Fest på Amager (Barefoot, 2012)
- Maria Faust Jazz Catastrophe (Barefoot, 2013)
- Sacrum Facere (Barefoot, 2014)
- Maria Faust & Kira Skov: In the Beginning (Stunt, 2017)
- Machina (Stunt, 2018)
- Organ (Stunt, 2020)
- Monument (2022)
- Littorina Saxophone Quartet: Leaking Pipes (NoBusiness, 2025), mit Mikko Innanen, Fredrik Ljungkvist, Liudas Mockūnas